# La Maison des pendus
Pour plus de détails, voir Fiche technique et Distribution.
La Maison des pendus est un film muet français écrit par André Reuzé et réalisé par Henry Houry, sorti en 1921.

## Synopsis
Un jeune athlète parisien hérite d'une maison à Tunis après le décès mystérieux de son oncle, qui s'y est pendu. La résidence a ensuite été louée à un couple espagnol qui a également tragiquement trouvé le même sort. Pour résoudre ce mystère, le jeune homme décide de s'installer dans la maison, où il a fait une découverte inattendue : un passage secret dissimulé dans la cave.

## Fiche technique
- Titre : La Maison des pendus
- Réalisation : Henry Houry
- Scénario : André Reuzé
- Pays de production :  France
- Langue : film muet avec les intertitres  en français
- Format : Noir et blanc — 35 mm — 1,33:1 — Muet
- Métrage : 1 760 mètres (6 bobines)
- Genre : Film dramatique
- Durée : 58 minutes et 40 secondes
- Date de sortie :
  - France : 25 novembre 1921[2]

## Distribution
- Agnès Souret
- Henri Duval
- Jean Dehelly
- Laure Barry